# Фондация за наблюдение на интернет и Уикипедия
На 5 декември 2008 г. Фондацията за наблюдение на интернет, британска наблюдателна група, включва в „черния си списък“ съдържание в английската Уикипедия, свързано със студийния албум на „Скорпиънс“ от 1976 г. Virgin Killer, поради наличието на спорна обложка, изобразяваща младо момиче, позиращо голо с изкуствен ефект на счупено стъкло, скриващ гениталиите ѝ. Изображението е счетено за „потенциално незаконно съдържание“ съгласно английския закон, който забранява притежанието или създаването на неприлични снимки на деца. „Черният списък“ на Фондацията за наблюдение на интернет се използва в системи за уеб филтриране. Обложката предизвика полемика, свързана и с Уикипедия, когато през май, Федералното бюро за разследване започва разследване, за да определи дали обложката нарушава федералните закони за детската порнография, след като американският уебсайт „Уърлд Нет Дейли“ изработва доклад за „сексуално явни“ изображения, публикувани в английската Уикипедия. Случаят е отхвърлен от ФБР, докато общността на Уикипедия решава с широк консенсус, че изображението не трябва да бъде премахвано от платформата.
Мрежовият адрес към страницата с описание на изображението, която изобразява обложката, също е в „черния списък“; но миниатюрите и самото изображение остават достъпни. Обложката на албума е смятана за спорна още по време на издаването му и е заменена на някои пазари с алтернативно изображение, включващо снимка на членовете на групата. Фондацията за наблюдение на интернет описва изображението като „потенциално незаконно неприлично изображение на дете под 18-годишна възраст“. Правилата на Уикипедия гласят, че тя не цензурира съдържание, „което някои читатели смятат за нежелателно или обидно, дори изключително“, въпреки че премахва съдържание, което е „очевидно неподходящо“, нарушава други политики на Уикипедия или незаконно в Съединените щати.
Като пряка последица от цензурирането на статията и изображението за базирани в Обединеното кралство читатели на английската Уикипедия, чрез засегнатите интернет доставчици (цензуриране, което може да бъде заобиколено), и че обложката на албума е предоставена нефилтрирана на други големи сайтове, включително „Амазон“ (който по-късно е премахнат) и налични за продажба в Обединеното кралство, действието също има някои косвени ефекти върху Уикипедия, а именно временна невъзможност на всички редакции от потребители в Обединеното кралство, които да не допринася за която и да е страница от енциклопедията и да предотвратява анонимни редакции от тези интернет доставчици, докато мрежовият адрес остава в „черния списък“. Това се дължи на прокси сървърите, използвани за достъп до Уикипедия, тъй като Уикипедия прилага политика за блокиране, чрез която сътрудниците могат да бъдат блокирани, ако вандализират енциклопедията. Следователно целият вандализъм, идващ от един интернет доставчик, бива насочен през едно прокси, следователно всички клиенти на интернет доставчика, използващи това прокси, биват блокирани и нямат възможност да редактират.
След задействане на своята процедура за обжалване и преглед на ситуацията, Фондацията за наблюдение на интернет отменя своя „черен списък“ на страницата на 9 декември 2008 г. и обявява, че няма да поставя в „черния списък“ други копия на изображението, хоствани извън Обединеното кралство.

## Описание
Обложките на първите два албума на групата, Lonesome Crow (1972) и Fly to the Rainbow (1974), са проектирани от базираното в Хамбург графично студио „Ко Дизайн/Дирихс“. Въпреки че гореспоменатата компания създава и тази за In Trance от 1975 г., в случая тя разполага със снимка, направена от германеца Майкъл фон Гимбут. Той включва женски модел върху бяла китара „Фендър Стратокастър“ на Улрих Джон Рот, показващ част от дясната ѝ гърда, което поражда противоречия на някои пазари, особено в Съединените щати, за които се налага покриването гърдите с черни петна. Това е първата от поредица обложки на „Скорпиънс“, които са променени или цензурирани през годините.
На 9 октомври 1976 г. четвъртият студиен албум на „Скорпиънс“ Virgin Killer, е издаден от „Ар Си Ей Рекърдс“. Концепцията за обложката, е създадена от артистите на репертоарния екип и дизайнерския отдел на „Ар Си Ей Рекърдс“, с Щефан Бьоле като дизайнерски директор. Тя включва напълно голо младо момиче с ефект на „разбито стъкло“, покриващ гениталиите ѝ и се смята за спорна още по време на издаването на албума. Обложката е заменена на някои пазари с алтернативно изображение, включващо снимка на членовете на групата. „Ар Си Ей Рекърдс“ отказват да продават албума с противоречивата обложка в Съединените щати. Тази обложката обаче, не е единствената тяхна, която предизвика противоречия, по-късно през годините, кориците на Taken by Force (1977) и Lovedrive (1979) също създават проблеми със съдържанието си.
Щефан Бьоле коментира, че те опитват да илюстрират текста на песента Virgin Killer в изображението, за него песента се занимава с „девствеността на природата, която се унищожава от човека“. Китаристът и композитор на песента Ули Джон Рот, отбеляза, че много хора, включително пресата ѝ придават погрешно значение. Въпреки че заглавието може да е нецензурно, според него контекстът на текста е напълно различен, защото „девственият убиец е демонът на духа на времето, който убива невинността на хората“. В този смисъл авторът посочва, че обложката изобщо не помага за разбирането на текста, тъй като реалният контекст го детайлизира по различен начин.

## Спорове в следващите години

### „Уърлд Нет Дейли“ и жалбата до ФБР
На 6 май 2008 г. журналистът Челси Шилинг от американския консервативен уебсайт „Уърлд Нет Дейли“ публикува доклад за „сексуално явен“ образ, публикуван в английската Уикипедия; от изброените включва и изображението на обложката на Virgin Killer. Според медиите, когато се свързват с представителите на Уикипедия, те отричат да познават спорното изображение. Джей Уолш, ръководител на комуникациите на Фондация Уикимедия, казва, че тъй като организацията няма пряко участие в публикуването на енциклопедията, дали да премахне или не обложката на Virgin Killer е оставено на администраторите и редакторите въз основа на правилата на Уикипедия.
Мат Барбър, конституционен адвокат и директор по културните въпроси на консервативната християнска група Загрижени жени за Америка, също се присъединява към дискусията, като изразява възмущение от използването на явни изображения и призова Уикипедия да премахне „хардкор порнографията“. В частност на обложката на албума той отбеляза: „Няма смисъл да се разрешава публикуването на тази детска порнография в уебсайта. Може да привлече благородните интереси на педофили от цял свят. Като позволява това изображение да остане публикувано, Уикипедия спомага за по-нататъшното улесняване на перверзията и педофилията. Вследствие на доклада, на 7 май ФБР започва разследване, за да определи дали обложката нарушава федералните закони за детска порнография.

#### Резолюция
Противоречието озаглавено „Уикипедофилия“ от журналиста, е обсъдено от общността на Уикипедия и се стига до заключението, с широк консенсус, че корицата на Virgin Killer не трябва да бъде премахвана. Джей Уолш коментира, че и издателите, и администраторите „предпочитат включването във всички случаи, освен в най-екстремните“ и „ако ФБР определи, че снимката е детска порнография, всеки, който притежава изображението, може да бъде подведен под отговорност“. Въпреки факта, че консервативният сайт провежда анкета по въпроса, твърдейки, че 47% от читателите му вярват, че Уикипедия явно нарушава законите на Съединените щати за непристойност и че трябва да бъде изправена пред наказателно преследване, ФБР решава, че обложката не нарушава някой от американските закони.

## Действия срещу Уикипедия

### Описание
В Обединеното кралство достъпът до незаконно съдържание (като детска порнография) е строго саморегулиран от отделни доставчици на интернет услуги. Това започва, когато „Бритиш Телеком“ представя система за филтриране от страна на сървъра, която използва данни, получени от Фондацията за наблюдение на интернет. ФНИ е организация, която управлява уебсайт, където потребителите могат да съобщават за уеб страници, съдържащи незаконно или съмнително съдържание, за да бъдат добавени към техните черни списъци. Това ограничение е въведено, за да се попречи на потребителите да получават достъп до този материал, тъй като е незаконно да притежаваш неприлично изображение на дете под 18-годишна възраст, съгласно Закона за защита на децата. По-късно британските интернет доставчици са задължени от правителството да въведат филтри за незаконно съдържание до началото на 2007 г.

### Блокиране
На 5 декември 2008 г. Фондацията за наблюдение на интернет добавя към своя „черен списък“ мрежовия адрес на статията Virgin Killer и нейната обложка, и двете публикувани в английската Уикипедия, на основание, че те са „потенциално незаконно изображение на сексуално малтретиране на деца“. Според Сара Робъртсън, директор по комуникациите на организацията, те уведомяват Уикипедия на 4 декември, че е взето решение това да се случи на следващия ден, като същевременно обмислят да блокират и „Амазон“, тъй като сайтът притежава изображението в своите услуги за продажби. Тя казва, че решението за това блокиране, е взето след консултация с „правоприлагащите органи“, по-специално с Агенцията за експлоатация на деца и онлайн защита. По скала, която измерва нивото на обида от едно до пет, обложката на Virgin Killer достига рейтинг от една точка, което означава „най-малко обидно“, и е оценена като „еротична поза без сексуална активност“. Във връзка с блокадата Фондацията за наблюдение на интернет, дава следното изявление:

През декември 2008 г. беше съобщено за уеб страница на Уикипедия чрез механизма за онлайн докладване на организацията. Както при всички доклади за сексуално насилие над деца, получени от нашите анализатори на гореща линия, изображението беше оценено в съответствие със Съвета за насоки за наказания на Обединеното кралство (страница 109). Съдържанието беше счетено за потенциално незаконно неприлично изображение на дете под 18-годишна възраст, но хоствано извън Обединеното кралство. Фондацията за наблюдение на интернет не издава известия за сваляне на интернет доставчици или хостинг компании извън Обединеното кралство, но ние информирахме една от нашите партньорски горещи линии в чужбина и нашата партньорска правоприлагаща агенция за нашата оценка. След това конкретната индивидуална уеб страница беше добавена към списъка, предоставен на интернет доставчиците и други компании в онлайн индустрията, за да защитят своите клиенти от неволно излагане на потенциално незаконно неприлично изображение на дете.

### Ефекти върху Уикипедия
Включването на двата мрежови адреса в „черния списък“ на Фондацията за наблюдение на интернет пряко засяга най-малко шест от основните британски интернет доставчици; според Джак Скофийлд от вестник „Гардиън“ някои от тях са: „Върджин Медия“, „Изи Нет“, „Плюснет“, „Деймън Интернет“ и „Опал Телекомуникейшън“. В отговор, на 7 декември Уикипедия публикува следното изявление:

Уикиновини научи, че най-малко шест от големите доставчици на интернет услуги в Обединеното кралство са въвели механизми за наблюдение и филтриране, които причиняват значителни проблеми на данъкоплатците в Обединеното кралство на уебсайтове, управлявани от фондация Уикимедия, сред 1200 други уебсайта. Изглежда, че филтрите се прилагат, защото сайтовете на Уикимедия хостват обложка на албум на „Скорпиънс“, която някои наричат детска порнография. „Скорпиънс“ са германска рок група, която е използвала няколко противоречиви обложки на албуми и е може би най-известна с песента си Rock You Like a Hurricane.

Действието на Фондацията за наблюдение на интернет също причинява други нежелани проблеми на британската Уикипедия. Обикновено повечето интернет потребители имат уникален „Ай Пи“ адрес, видим за уебсайтовете. Въпреки това, в резултат на интернет доставчиците, използващи „черния списък“ на Фондацията за наблюдение на интернет, внедрен чрез технология в трафика към Уикипедия през засегнатите интернет доставчици, е насочен през малък брой прокси сървъри. Уикипедия използва софтуера МедияУики, за да интерпретира заглавките, което ви позволява да се избере истински „Ай Пи“ адрес вместо прокси „Ай Пи“. Съгласно тази политика: „Ако прокси сървърът е в списъка с „доверени“ на организацията, потребителите ще изглеждат така, сякаш редактират от своя клиентски „Ай Пи“ адрес, а не от прокси „Ай Пи“ адрес.“ Тази система позволява на администраторите да блокират, в отговор на действията на един вандал, отделни потребители, а не цялото прокси. Внедряването на филтрите прави разпознаването на потребителите на енциклопедията нестабилно, тъй като, въпреки че анонимните издания са разрешени, единственият начин за идентифицирането им е чрез съответните им Ай Пи“ адреси. За да предотврати вандализъм, Уикипедия въвежда пълна забрана за редакции от шестте гореспоменати интернет доставчици, които представляват 95% от потребителите на британската Уикипедия. Компанията „Бритиш Телеком“ казва, че ако Уикипедия премахне изображението, ограниченият могат да отпаднат, но не коментира техническия проблем, който засяга потребителите в Обединеното кралство. 25% от съдържанието на английската Уикипедия идва от Великобритания; на глава от населението Обединеното кралство е най-големият участник в сайта по това време.

### Отговор на Уикипедия
На 7 декември 2008 г. Фондация Уикимедия излиза с прессъобщение, в което главният съветник Майк Годуин отбеляза:

Нямаме причина да смятаме, че статията или изображението, съдържащо се в статията, са счетени за незаконни в която и да е юрисдикция навсякъде по света. Смятаме, че си струва да се отбележи, че изображението в момента може да се види в „Амазон“, където жителите на Обединеното кралство могат свободно да закупят албума. Той е достъпен на хиляди уебсайтове, достъпни за обществеността в Обединеното кралство.

По същия начин изпълнителният директор на фондацията, Сю Гарднър, казва:

Фондацията за наблюдение на интернет не само блокира изображението; блокира достъпа до самата статия, която анализира изображението по неутрален и енциклопедичен начин. Фондацията за наблюдение на интернет казва, че тяхната цел е да защитят гражданите на Обединеното кралство, но не виждам как това действие помага за постигането на това и междувременно лишава интернет потребителите на Обединеното кралство от възможността за достъп до информация, която трябва да бъде свободно достъпна за всички. Призовавам Фондацията за наблюдение на интернет да премахне Уикипедия от своя черен списък.

Дейвид Джерард, доброволец в Уикипедия, посочва, че блокирането причинява раздразнението на много потребители, тъй като „блокирането на текст е нещо напълно ново: за първи път правят това на толкова видим сайт“. Той коментира още: „Когато попитахме Фондацията за наблюдение на интернет защо са блокирали Уикипедия, а не „Амазон“, очевидно решението беше „прагматично“ – смятаме, че това означава, че „Амазон“ има пари и ще ги съди, докато ние сме образователна благотворителна организация.“ Джими Уейлс, съосновател на Уикипедия, посочва, че намира за „несправедливо и осъдително“ блокирането да е извършено само за енциклопедията, а не с другите сайтове, които също имат изображението, което той нарича „съмнително“. В телевизионно интервю той казва, че обмисля да предприеме правни действия срещу Фондацията за наблюдение на интернет:

Първата ми мисъл, когато ми казаха, че Фондацията за наблюдение на интернет е блокирала страницата в Уикипедия, беше, че трябва да ги дадем на съд. Но тъй като те не са законоустановен орган, те ми казаха, че не можем непременно да оспорим тяхното решение. Фондацията за наблюдение на интернет очевидно прекрачи границата, когато блокира текстовата страница (статията Virgin Killer) в Уикипедия: няма нищо незаконно в описанието на албума. Също така бих поставил под въпрос вашата мъдрост в опитите ви да блокирате самото изображение.

### Резолюция на Фондацията
На 9 декември 2008 г. Фондацията за наблюдение на интернет изтегля страницата в Уикипедия от своя черен списък. В изявлението си, те уточнява, че процедурата, както жалбата, така и обжалването, са правилни:

Въпреки това, бордът на Фондацията за наблюдение на интернет днес (9 декември 2008 г.) разгледа [че] тези констатации и контекстуалните проблеми, свързани с този конкретен случай, и с оглед на дългото съществуване на изображението и широката достъпност, ние взехме решение да премахнем този уебсайт от нашия списък. Всички други докладвани случаи на това изображение, хоствано в чужбина, няма да бъдат добавени към списъка. Всички други докладвани случаи на хостване на това изображение в Обединеното кралство ще бъдат оценени в съответствие с процедурите на Фондацията за наблюдение на интернет. Основната цел на Фондацията за наблюдение на интернет е да сведе до минимум наличието на неприлични изображения на деца в Интернет; но този път усилията ни имаха обратен ефект. Съжаляваме за непредвидените последици за Уикипедия и нейните потребители. Уикипедия беше информирана за резултата от тази процедура и последващото решение на борда на Фондацията за наблюдение на интернет.

Седмица след присъдата, Кори Доктороу от „Гардиън“ нарича изявлението „объркващо и противоречиво изявление, че въпреки че изображението наистина е детска порнография, то няма да бъде блокирано, освен ако не е в британски сървър, в който случай може.“ Той също така коментира, че може би за първи път организацията греши:

Но никога няма да разберем, поради начина, по който се борави с „черния списък“ на Фондацията за наблюдение на интернет. Когато интернет потребител на абониран за Фондацията за наблюдение на интернет, посети блокирана страница, обикновено му се представя страница за грешка „404“ („Не е намерена“) или грешка „403“ („Забранено“). Няма начин да направите разлика между страница, която не можете да видите, защото Фондацията за наблюдение на интернет я цензурира, и страница, която не можете да видите, защото сървърът е претоварен или страницата е преместена.

### Последствия
Действието на Фондацията за наблюдение на интернет срещу Уикипедия постига цел, противоположна на това, което възнамерява да постигне. Вместо да цензурира изображението, то получава по-голямо разпространение и внимание; това, което обикновено се нарича ефект на Страйсънд. Статистически, между 8 и 11 декември 2008 г. показванията на страниците на Virgin Killer се увеличават с повече от милион, в сравнение с 20 000, които е получавала на месец преди цензурата. На 9 декември вестник „Гардиън“ съобщава, че „Амазон“ (друг от разследваните портали) по собствена инициатива премахва изображението от сайта си. Той също така коментира, че ако организацията продължава да забранява Уикипедия, ще трябва да обмисли блокирането на всеки сайт, който хоства обложката.
По същото време в Австралия, включването на интернет филтри се узаконява, което позволява използването на същия черен списък на Фондацията за наблюдение на интернет. Колин Джейкъбс, вицепрезидент на Електронни граници Австралия, организация с нестопанска цел, която защитава свободното изразяване на нетизените в страната, казва, че инцидентът с Фондацията за наблюдение на интернет в Обединеното кралство демонстрира капаните на задължителното филтриране. Освен това той каза: „В Австралия не само правителството би имало възможността тайно да добави всеки сайт към нашия черен списък, но и чуждестранна организация, която не носи отговорност.“ По същия начин, в проучване на въздействието, подготвящо законопроект за киберпрестъпността, френското правителство добавя блокирането на Virgin Killer като пример за дискриминационно филтриране.

### Становище на съд в Швеция
През август 2015 г. съд в шведския град Сьодертеле, признава 53-годишен мъж за виновен в притежание на милион изображения и видеоклипове с детска порнография, включително албума Virgin Killer с оригиналната му обложка. Съдът отбелязае, че това може да се счита за порнографски материал, но дали мъжът го притежава поради тази причина не може да се докаже. Прокурорът Томас Балдер Норденман каза: „Съдът е на мнение, че той е имал записа заради музиката, но аз казвам, че трябва да видите цялата картина и в контекста, в който е открит.“ Това поражда притеснения от шведски фенове, които притежават записа, но Норденман казва: „Чисто на теория можете да бъдете осъден за [притежаване на въпросния албум], но не мисля, че рискът е особено голям, ако е част от колекция с албуми.“
През август 2021 г. шведски вестник съобщава, че на един от шведските онлайн пазари има реклама за продажба на албума с оригиналната му обложка, която е валидна двадесет и четири часа и получава около десет оферти.
Някои хора заклеймяват рекламата като детска порнография, защото върху обложката липсват черните ивици, които покриват интимните части на момичето, и рекламодателят рискува да бъде докладван на полицията. Никлас Шлем, ръководител на сигурността на един от тези пазари, обяснява, че „дискът се продава от време на време и ние винаги се опитваме да затворим съобщението възможно най-скоро. Мисля, че това е нарушение на закона, а не само на нашата политика, ние винаги докладваме това нарушение на полицията.“

## Реакции

### Коментари на групата
Полемиката, породена от обложката, е една от темите, за които музикантите от групата обикновено са питани в интервюта през годините. Рудолф Шенкер, ритъм китарист и основател на „Скорпиънс“, коментира, че създателите на обложката им казват: „Дори и да трябва да отидем в затвора, няма съмнение, че ще я издадем.“ Освен това той посочва, че след като се срещат с момичето петнадесет години по-късно, тя няма проблем с имиджа си. Според него, темата за сексуалността (очевидно не и с децата), е нормална в Европа по това време. В този смисъл, Франсис Буххолц коментира, че поради тази причина обложката не е цензурирана в Германия, тъй като понятието детска порнография през 1976 г. не е известно, поне в тази страна. Въпреки това, басистът обяснява, че макар да харесва заглавието на албума, той установи, че „Ар Си Ей Рекърдс“ прекаляват с обложката.
В интервю от 2010 г. вокалистът на „Скорпиънс“ Клаус Майне заявява: „Никога не сме правили това в порнографски смисъл, направихме го в артистичен смисъл [...] Звукозаписната компания прокара идеята, защото искаха да предизвикат противоречия, за да помогнат на продажбите на албума и каква по-добра промоция от това... Винаги е имало смесени чувства за това“. Клаус Майне казва, че за много от обложките на „Скорпиънс“ работят със специалисти, като Lovedrive (1979) или Animal Magnetism (1980), в които изображенията изразяват сексуално привличане от гледна точка на групата. Въпреки това, на Virgin Killer, създаден от звукозаписната компания, „беше твърде много“ и не е нещо, с което групата се гордее. Ули Джон Рот, водещ китарист и композитор на песента, е най-критичен към обложката: „Като видя тази снимка днес, ме побиват тръпки. Беше направено с възможно най-лошия вкус. Тогава бях твърде незрял, за да видя това. Срамувам се, трябваше да направя всичко по силите си, за да го спра.“ В официалният сайт на групата в раздел дискография, албумът е показан с алтернативната си обложка, а не с оригиналната.

### Мнението на Майкъл фон Гимбут
По отношение на противоречията между Фондацията за наблюдение на интернет и Уикипедия, Майкъл фон Гимбут разсъждава: „Какво следва? Детската голота е повсеместна, особено в областта на скулптурата.“ В тази връзка тогава той предлага всеки фонтан в Берлин или скулптурите на деца в баварските църкви да бъдат прегледани. По същия начин фотографът коментира: „Тогава обичахме и защитавахме децата, не лягахме с тях“.
През декември 2008 г. в интервю, което дава, Майкъл фон Гимбут посочва, че по време на фотографската сесия той никога не казва на момичето какво трябва да прави и самата снимка няма никакъв дегенеративен или еротичен аспект, тъй като: „Към постигане на целта си, съвършена невинност, безупречна голота и младост, всяка „еротична поза“ би била контрапродуктивна.“ Той припомня проучване, проведено от вестник „Велт“, в което 27% от читателите смятат корицата на Virgin Killer за порнографска, докато малко повече от 70% смятат, че дискусията е нелепа. В края на интервюто той е критичен към отношението на групата:

Нито съм пострадал, нито съм се облагодетелствал от спора, всъщност никой не ме е питал. Най-вероятно със „Скорпиънс“ беше различно. От самото начало те винаги знаеха какво се случва и нямаха нищо против малко допълнително повишение. Никой не трябваше да ги убеждава. Те спечелиха от спора и започнаха да се разграничават от него, когато моментът изглеждаше подходящ.

## Цитати
1. 1 2  Johnson, Bobbie. Wikipedia falls foul of British censors //  Tech.   theguardian.com, 2008-12-08. Посетен на 2023-01-19. (на английски)
2. ↑  Jennifer LeClaire (8 December 2008). "UK Agency Blocks Wikipedia Image, Editing of Site". Yahoo News.
3. ↑  Satter, Raphael. Wikipedia article blocked in UK over child photo //  Tech.   independent.co.uk, 2008-12-08. Посетен на 2023-01-19. (на английски)
4. ↑  Arthur, Charles. Internet Watch Foundation reconsiders Wikipedia censorship //  Tech.   theguardian.com, 2008-12-09. Посетен на 2023-01-19. (на английски)
5. ↑  Perez, Juan. U.K. Wikipedia Blacklisting Dropped //   cio.com, 2008-12-09.  Архивиран от оригинала на 2012-09-19. Посетен на 2023-01-19. (на английски)
6. 1 2  Popoff 2016, с. 38.
7. ↑  ALBUM DETAILS Lonesome Crow //  Discography.   the-scorpions.com. Посетен на 2020-02-19. (на английски)
8. ↑  ALBUM DETAILS Fly to the Rainbow //  Discography.   the-scorpions.com. Посетен на 2023-01-19. (на английски)
9. ↑  Wright, Jeb. Uli Jon Roth: Surviving the Scorpions Sting //   classicrockrevisited.com, 2006-04.  Архивиран от оригинала на 2007-06-13. Посетен на 2023-01-19. (на английски)
10. ↑  Scorpions – In Trance //  Scorpions.   discogs.com. Посетен на 2023-01-19. (на английски)
11. ↑  Rivadavia, Eduardo. How ‘In Trance’ Became the Scorpions’ First Classic LP //   ultimateclassicrock.com, 2015-09-17. Посетен на 2023-01-19. (на английски)
12. ↑  Popoff 2016, с. 23.
13. 1 2  ALBUM DETAILS Virgin Killer //  Discography.   the-scorpions.com. Посетен на 2020-02-19. (на английски)
14. ↑  Scorpions – Virgin Killer //  Scorpions.   discogs.com. Посетен на 2023-01-19. (на английски)
15. ↑  Popoff 2016, с. 33 и 34.
16. 1 2  Buckle, Jonathan et al. The rough guide to rock.   London, Rough Guides, 2003. ISBN 1-84353-105-4. p. 1225. Посетен на 2023-01-19. p. 909 (на английски)
17. ↑  Scorpions – Virgin Kille //  Scorpions.   discogs.com. Посетен на 2023-01-19. Country:	Canada (на английски)
18. ↑  Yasui, Todd Allan. The Sign of the Scorpions;The West German Metal Meisters' Tour de Force //   Washington Post, 1988-08-30.  Архивиран от оригинала на 2016-08-12. Посетен на 2023-01-19. (на английски)
19. ↑  Syrjälä, Marko. ULI JON ROTH Contributed by Marko Syrjälä //   metal-rules.com, 2006-12-10.  Архивиран от оригинала на 2008-05-16. Посетен на 2023-01-19. (на английски)
20. 1 2  Zips, Martin. Scorpions: Umstrittenes Cover - Die böse Blöße //  Kultur.   sueddeutsche.de, 2010-05-17. Посетен на 2023-01-19. (на немски)
21. 1 2 3 4 5 6  Schilling, Chelsea. FBI investigates 'Wikipedophilia' //  Front Page.   wnd.com, 2008-05-07. Посетен на 2023-01-19. (на английски)
22. ↑  Schilling, Chelsea. Is Wikipedia wicked porn? //  Front Page.   wnd.com, 2008-05-06. Посетен на 2023-01-19. (на английски)
23. ↑  Dye, Jessica. Wikipedia Weighs Information Against Indecency //   econtentmag.com, 2008-07-01. Посетен на 2023-01-19. (на английски)
24. ↑  Fisher, Frank. A nasty sting in the censors' tail //  Opinion.   theguardian.com, 2008-12-09. Посетен на 2023-01-19. (на английски)
25. ↑  Bright, Martin. BT puts block on child porn sites //  Tech.   theguardian.com, 2004-06-06. Посетен на 2023-01-19. (на английски)
26. ↑  R v Bowden //  Relevant judgements.   iwf.org.uk.  Архивиран от оригинала на 2008-09-29. Посетен на 2023-01-19. (на английски)
27. ↑  Ballard, Mark. Govt sets target for blocking child porn sites //   theregister.com, 2006-05-18. Посетен на 2023-01-19. (на английски)
28. 1 2  Wikipedia child image censored //  UK.   news.bbc.co.uk, 2008-12-08. Посетен на 2023-01-19. (на английски)
29. ↑  Arthur, Charles. Wikipedia row escalates as internet watchdog considers censoring Amazon US over Scorpions image //  Tech.   theguardian.com, 2008-12-08. Посетен на 2023-01-19. (на английски)
30. 1 2 3 4  Schofield, Jack. Wikipedia page censored in the UK for 'child pornography' //  Tech.   theguardian.com, 2008-12-07. Посетен на 2023-01-19. (на английски)
31. 1 2  Kirk, Jeremy. Wikipedia Article Censored in UK for the First Time //  Web.   pcworld.com, 2008-12-08.  Архивиран от оригинала на 2008-12-11. Посетен на 2023-01-20. (на английски)
32. ↑  Moses, Asher. Wikipedia added to child pornography blacklist //  Technology.   smh.com.au, 2008-12-09. Посетен на 2023-01-20. (на английски)
33. 1 2  Wikipedia 'may challenge' IWF ban //  IN THE PRESS.   sentryparentalcontrols.co.uk.  Архивиран от оригинала на 2008-12-11. Посетен на 2023-01-20. (на английски)
34. 1 2  Press releases/Censorship of WP in the UK Dec 2008 //  Press releases.   wikimediafoundation.org, 2009-12-08.  Архивиран от оригинала на 2011-09-11. Посетен на 2023-01-20. (на английски)
35. ↑  IWF removes Wikipedia website from watch list //  Internet.   telecompaper.com, 2008-12-10. Посетен на 2023-01-20. (на английски)
36. 1 2  Arthur, Charles. Internet Watch Foundation reconsiders Wikipedia censorship //  Tech.   theguardian.com, 2008-12-09. Посетен на 2023-01-20. (на английски)
37. ↑  Doctorow, Cory. How to make child-porn blocks safe for the internet //  Technology.   theguardian.com, 2008-12-16. Посетен на 2023-01-20. (на английски)
38. ↑  Cacciottolo, Mario. The Streisand Effect: When censorship backfires //  UK.   bbc.com, 2012-06-15. Посетен на 2023-01-20. (на английски)
39. ↑  Wikipedia article traffic statistics //   stats.grok.se.  Архивиран от оригинала на 2008-12-11. Посетен на 2023-01-20. vIRGIN_kILLER has been viewed 940142 times in 200812. (на английски)
40. ↑  Moses, Asher. Labor plan to censor internet in shreds //  Technology.   smh.com.au, 2008-12-10. Посетен на 2023-01-20. (на английски)
41. ↑  ASSEMBLÉE NATIONALE (PDF) //   assemblee-nationale.fr, 2009-05-27. Посетен на 2023-01-20. p. 12 (на френски)
42. ↑  Record cover was ‘child porn’ says Swedish court //  PAEDOPHILE.   thelocal.se, 2015-08-07. Посетен на 2023-01-20. (на английски)
43. ↑  Raga, Annija. Doubtable Scorpions album cover removed from the Swedish online marketplace ‘Tradera’ //  News.   chaoszine.net, 2021-08-23. Посетен на 2023-01-20. (на английски)
44. ↑  Otro caso de denuncia por pornografía infantil: "Virgin Killer" de Scorpions //  Scorpions.   mondosonoro.com, 2021-08-26. Посетен на 2023-01-20. (на испански)
45. 1 2  SCORPIONS Guitarist: We Wanted To 'Make A Masterpiece For Our Own History' //   roadrunnerrecords.com, 2007-10-03.  Архивиран от оригинала на 2011-06-06. Посетен на 2023-01-20. (на английски)
46. ↑  Popoff 2016, с. 34.
47. ↑  KLAUS MEINE On Life After SCORPIONS: I Am Sure It Will Not Be Boring //   roadrunnerrecords.com, 2010-04-16.  Архивиран от оригинала на 2010-04-18. Посетен на 2023-01-19. (на английски)
48. ↑  Popoff 2016, с. 33.
49. ↑  Wright, Jeb. ULI JON ROTH Says 'Virgin Killer' Album Cover Makes Him Cringe //   roadrunnerrecords.com, 2006-04-03.  Архивиран от оригинала на 2010-05-09. Посетен на 2023-01-19. (на английски)
50. ↑  Exclusive interview with "Virgin Killer" photographer. Heresy Corner. 23 de diciembre de 2008